# 徐璐
徐 璐（シュー・ルー、シュイ・ルー、1994年12月28日 - ）は、中華人民共和国の女優。

## 経歴
内モンゴル自治区フフホト市出身。人民解放軍芸術学院を卒業し、2008年にドラマ『紅楼夢 〜愛の宴〜』のオーディションを受けて女優デビューした。ドラマ『宮廷の諍い女』（2011年）への出演で注目され、モデルとしても数々のファッション雑誌に登場。2017年には映画『閃光少女』に主演し上海国際映画祭メディア大賞で新人女優賞を受賞した他、ドラマ『海上牧雲記 〜3つの予言と王朝の謎』でヒロインを演じてブレイクした。

## 出演作品

### 映画
- 减法人生（2016年）
- 閃光少女 闪光少女（2017年）

### テレビドラマ
- 紅楼夢 〜愛の宴〜 红楼梦（2010年）
- 宮廷の諍い女 后宫甄嬛传（2011年）
- 圣天门口（2012年）
- 摩登女婿（2012年）
- 战国小兵（2013年）
- 唐朝浪漫英雄（2013年）
- 爱在春天（2013年）
- 一又二分之一的夏天（2014年）
- 金牌红娘（2014年）
- 只因单身在一起（2015年）
- 妻子的谎言（2015年）
- 奇妙的时光之旅（2016年）
- 不得不爱（2017年）
- 鬼吹灯之黄皮子坟（2017年）
- 海上牧雲記 〜3つの予言と王朝の謎 九州·海上牧云记（2017年）
- 高兴遇见你（2018年）
- 极速青春（2018年）
- 天衣无缝（2019年）
- 恋する星の王子様 爱上北斗星男友（2019年）
- 長安二十四時 长安十二时辰（2019年）
- 在一起（2020年）
- 风声（2020年）
- 麗らかなキミにときめいて! 〜Sunshine of My Life〜 若你安好便是晴天（2021年）
- 良辰美景好时光（2021年）
- 飞鸟集（2021年）
- 月歌行 月歌行（2022年）
- 無敵なお嬢様は手におえない! 少女闯江湖（2023年）
- 輝ける宝珠の如く 珠玉在側（2024年）